# プリテンダー (岩崎良美の曲)
「プリテンダー」(pretender) は、1984年1月5日にリリースされた岩崎良美の16枚目のシングル。発売元はキャニオンレコード。

## 背景
A面曲「プリテンダー」は、前年の大ヒット曲であるラッツ&スターの「め組のひと」を手掛けた売野雅勇・井上大輔コンビによる作品。「め組のひと」と同様に ″ファンカ・ラティーナ″ と呼ばれるファンクとラテン音楽を融合させたリズムが本楽曲でも取り入れられている。この曲は「恋ほど素敵なショーはない」に続き、岩崎本人が出演した日清製油 (現・日清オイリオグループ) 「日清サラダ油の豆乳」CMソングとして使用された。
なお、タイトルの ″プリテンダー″ とは英語で「～のふりをする人」「詐称者」「偽善者」「騙り」「ペテン師」などを意味する。
A・B面曲共にオリジナル・アルバムには未収録となっている。

## 収録曲
1. プリテンダー
作詞：売野雅勇 / 作曲：井上大輔 / 編曲：井上鑑
2. ハート美人よ
作詞：竜真知子 / 作曲：見岳章 / 編曲：惣領泰則